# Pièces d'identités
Pièces d'identités è un  film del 1998 diretto da Mweze D. Ngangura.

## Trama
Mani Congo, re dei Bakongo del Congo parte per Bruxelles alla ricerca della figlia   di cui non ha più notizie. Mani Congo, che ricorda ancora con orgoglio l'accoglienza ricevuta durante il suo primo viaggio in Belgio, arriva all'aeroporto di Bruxelles indossando i suoi simboli reali: un magnifico copricapo, un bastone intagliato e una maestosa collana.  Ma in Europa questi oggetti appaiono “folcloristici” se non ridicoli. Per una serie di sfortunate circostanze il Re si troverà costretto a lasciare in pegno i simboli reali ad un ambiguo mercante di antichità. Il ritrovamento della figlia, diventata ballerina di night, gli svela improvvisamente i grandi e rivoluzionari mutamenti della società. Fatta lezione di questa esperienza ipotizza una nuova identità per sé e per il suo popolo.

## Tematica
Il film racconta con i toni leggeri della commedia alcune situazioni emblematiche della complessa ricerca d'identità dell'Africa contemporanea. Il ruolo della tradizione africana nel mondo moderno, il rapporto conflittuale tra diverse generazioni, lo sguardo superficiale dell'Europa sui valori spirituali e culturali africani, la difficile ricerca d'identità delle seconde generazioni.

## Riconoscimenti
- 1998 - Festival del Cinema Africano
  - Premio del pubblico
- 1999 - Fespaco
  - Étalon de Yennenga